# ترليا

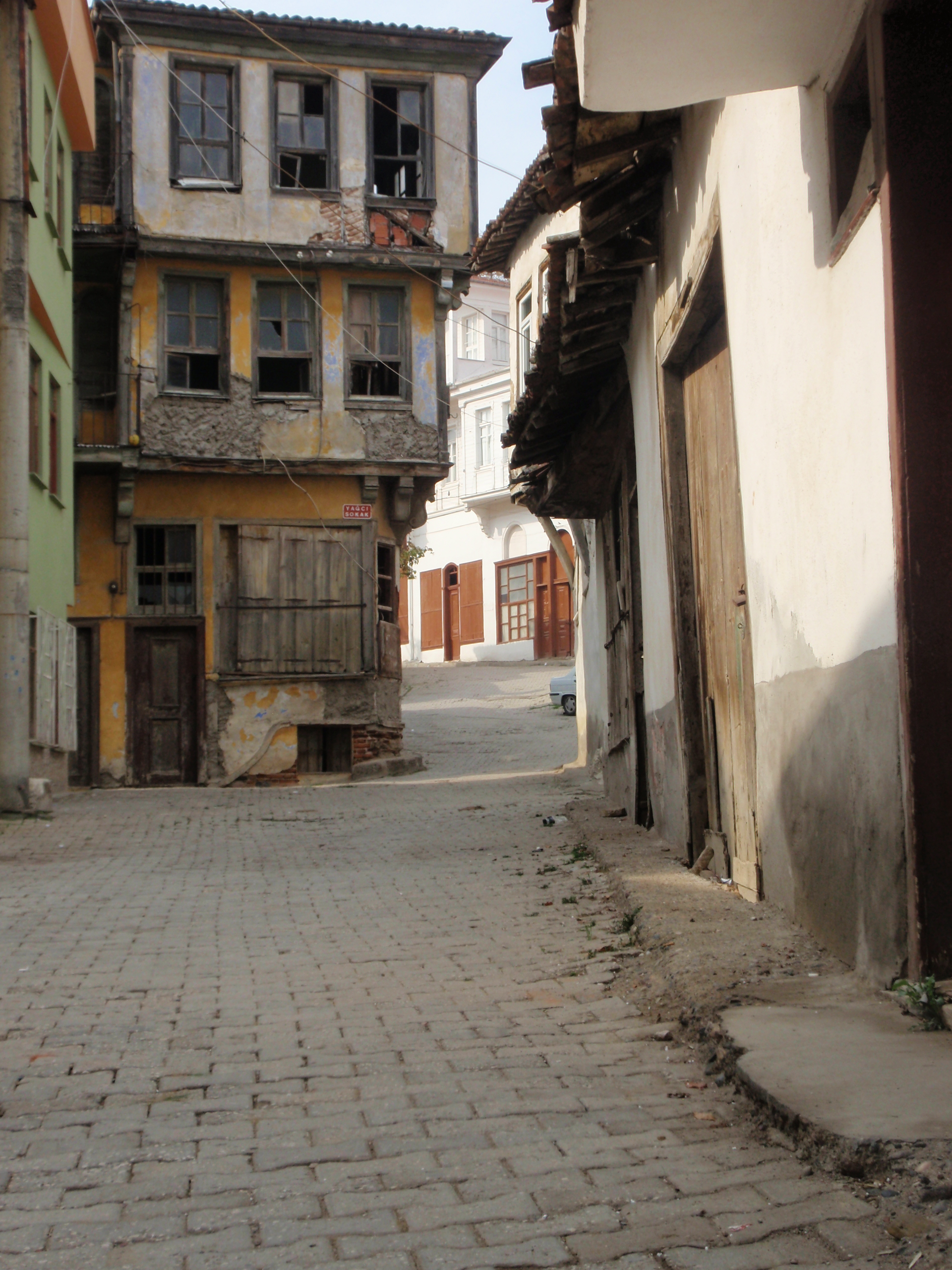
شارع

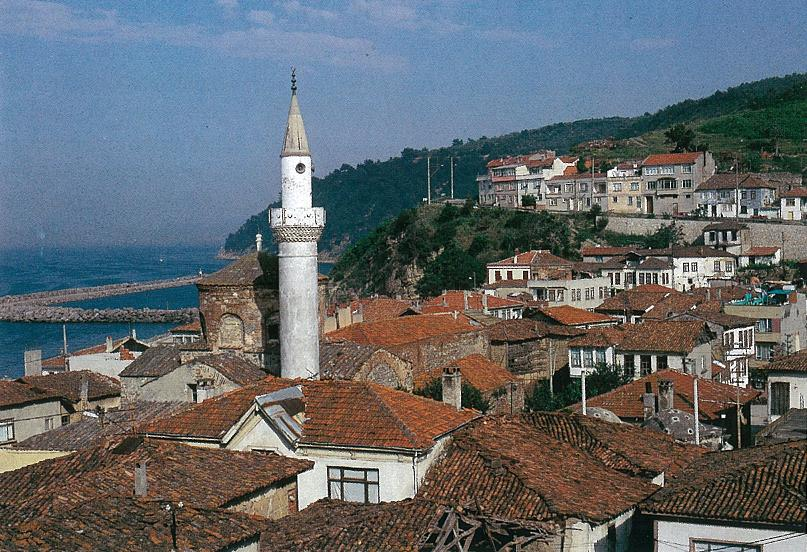
زيتون باغي عام 1990

ترليا (بين عامي 1968 و2012: زيتون باغي أي ساحة أو حقل الزيتون) هو أحد أحياء بلدية ومنطقة مدانية في مقاطعة بورصة في تركيا. بلغ عدد سكانها 1409 نسمة عام 2022.  قبل إعادة التنظيم عام 2013 ، كانت بلدة. تقع على بعد 12 كـم (7.46 ميل) غرب مدانية على طول شاطئ بحر مرمرة.